# Business Proposal
Business Proposal (사내맞선?, Sanae matseonLR; lett. "Appuntamento al buio in ufficio") è un drama coreano trasmesso su SBS TV dal 28 febbraio al 5 aprile 2022. Tratta dal webtoon omonimo scritto da HaeHwa e illustrato da Narak, la serie è stata distribuita in tutto il mondo sulla piattaforma di streaming Netflix sottotitolata in varie lingue, tra cui l'italiano.

## Trama
Shin Ha-ri va a un appuntamento al buio al posto dell'amica Jin Young-seo. Siccome l'appuntamento è stato organizzato dal padre di Young-seo, che però non intende sposarsi per convenienza, il piano prevede che Ha-ri venga respinta dal suo futuro partner; tuttavia, la situazione precipita quando il suo appuntamento si rivela essere Kang Tae-moo, amministratore delegato della Go Food, l'azienda in cui lavora Ha-ri. Tae-moo, nipote del presidente della società madre di Go Food, Kang Da-goo, viene continuamente pressato dal nonno affinché partecipi a degli appuntamenti al buio con partner adatte al matrimonio, e di conseguenza decide di sposare la finta Jin Young-seo per evitare altri appuntamenti, senza sapere dello scambio. Sebbene Ha-ri cerchi assiduamente di nascondere la verità, la sua falsa identità, ma fortunatamente non il suo status di impiegata, è presto svelata dopo che la vera Jin Young-seo viene coinvolta in un incidente in un parcheggio con Cha Sung-hoon, il segretario di Tae-moo.
Dopo che l'identità di Ha-ri è stata scoperta, Young-seo inganna l'amica e la fa incontrare con Tae-moo su sua richiesta. Quando egli le chiede il suo vero nome, Ha-ri mente per nascondere di essere una sua dipendente e dice di chiamarsi Shin Geum-hui, prendendo a prestito il nome della protagonista di una popolare serie televisiva. Tae-moo fa il prepotente e corrompe Ha-ri affinché finga di essere la sua fidanzata in cambio di un pagamento di 800.000 won per ogni appuntamento, e la ragazza, che si trova in difficoltà economiche e ha un disperato bisogno di denaro per salvare i suoi genitori, sempre in difficoltà, accetta.
Nel corso dei finti appuntamenti, Ha-ri usa la sua nuova identità e un falso background, creato per lei da Tae-moo e Sung-hoon, per fare una buona prima impressione sul nonno di Tae-moo. Sebbene la relazione inizi in modo gelido e scomodo, la coppia si avvicina presto fino a quando Tae-moo scopre la vera identità di Ha-ri. Nonostante si senta tradito, Tae-moo ama ancora Ha-ri e in seguito i due diventano una coppia quando lui dice a Ha-ri di conoscere la verità sulla sua identità.
Nel frattempo, Young-seo lascia la casa paterna per sfuggire alle richieste del genitore di partecipare agli appuntamenti al buio e scopre, in un momento comico che coinvolge uno scarafaggio predatore, di essere ora la vicina di casa di Sung-hoon, l'uomo di cui si era infatuata a prima vista dopo averlo incontrato in un minimarket e autista di Tae-moo. Mentre Young-seo è attratta da lui, Sung-hoon è arrabbiato con lei per aver ingannato il suo capo e cerca costantemente di evitarla. Tuttavia, non può negare il suo crescente affetto per Young-seo e, quando alla fine se ne rende conto, cominciano a frequentarsi.

## Personaggi e interpreti
- Kang Tae-moo, interpretato da Ahn Hyo-seop (da adulto)[1] e Park Jae-joon (da giovane)[2]
Il nuovo Amministratore delegato di Go Food, una filiale del chaebol fondato da suo nonno. Dopo essersi laureato all'Università di Harvard, si è unito a Go Food, ha lavorato in una filiale all'estero ed è tornato in Corea di recente. È costretto a partecipare a un appuntamento al buio dal nonno, che vuole vederlo sposato.
- Shin Ha-ri, interpretata da Kim Se-jeong[3]
Ricercatrice del team di sviluppo alimentare 1 di Go Food. Si atteggia a donna seducente e misteriosa dopo aver accettato di sostituire la sua amica Young-seo a un appuntamento al buio.
- Cha Sung-hoon, interpretato da Kim Min-kyu[4]
Segretario capo di Tae-moo della Go Food. È cresciuto in un orfanotrofio sponsorizzato dalla società madre di Go Food, fondata dal nonno di Tae-moo, ed è diventato come un fratello per Tae-moo.
- Jin Young-seo, interpretata da Seol In-ah[5]
Migliore amica di Ha-ri e unica figlia del presidente del Marine Group, la società madre della Marine Beauty, dove lavora come responsabile del team marketing. Chiede ad Ha-ri di sostituirla a un appuntamento al buio con Tae-moo poiché vuole aspettare il suo vero amore.

## Produzione

### Sviluppo
Business Proposal è stato inizialmente pubblicato come web novel su KakaoPage tra il 2017 e il 2018 dallo scrittore HaeHwa, che si è guadagnato un seguito fin dal suo debutto nel 2012 per i temi «non convenzionali» dei suoi romanzi rosa. Le sue storie si concentrano per lo più sulla crescita emotiva di donne che sono state ferite dalle loro famiglie e su come ne siano guarite, e sulla difficoltà di diventare indipendenti dai genitori in Corea del Sud. Per quanto riguarda Business Proposal, HaeHwa ha dichiarato di averlo scritto «con l'intenzione che fosse facile da leggere, che avesse un contenuto vivace e fosse possibile trasformarlo senza problemi in un web comic», adottando quindi un approccio più classico al genere romance, pur rendendo la protagonista Shin Ha-ri una donna «indipendente». La web novel è diventata virale, raggiungendo un totale di 450 milioni di visualizzazioni in tutto il mondo, di cui 160 milioni nella sola Corea del Sud, entro la fine di febbraio 2022. A causa della sua popolarità iniziale, è stata successivamente pubblicata come webtoon illustrato da Narak nel 2018.
La serie è stata creata da StudioS, co-scritta da Han Seol-hee e Hong Bo-hee, diretta da Park Seon-ho e co-prodotta da Kross Pictures e Kakao Entertainment. Primo progetto del regista Park Seon-ho come freelance dopo aver lasciato la SBS, Park ha ammesso di aver avuto dei dubbi su come spiegare l'incapacità di Kang Tae-moo di capire la differenza tra Shin Ha-ri e Shin Geum-hui, l'identità fittizia che Ha-ri usa per camuffarsi. Egli e il suo team hanno quindi deciso di introdurre nuove scene, come Ha-ri che cerca di evitare il contatto visivo con Tae-moo e la scena dell'inseguimento con la scarpetta, un'allusione a Cenerentola, per «rendere il flusso più naturale e la storia più realistica». Tra le altre modifiche, è stata evidenziata la competenza di Ha-ri nel suo lavoro per sottolineare «che Tae-moo non sarebbe stato in grado di associare Ha-ri e Geum-hui a causa della sua forte impressione». La sceneggiatrice Han Seol-hee, meglio conosciuta per il suo lavoro sulle serie comiche, ha affermato che ciò che distingue Business Proposal da altre storie di «matrimoni a contratto» è il suo «senso dell'umorismo unico». Lo considera l'elemento più importante e, di conseguenza, Han ha dichiarato di aver dato meno importanza alla chimica dei personaggi per mantenere l'attenzione sulle battute durante la stesura della sceneggiatura.

### Casting e riprese
Tra marzo e maggio 2021, i media hanno riferito che Ahn Hyo-seop e Kim Se-jeong avevano ricevuto offerte per apparire nella serie televisiva e le stavano prendendo in considerazione. Nella seconda metà del 2021, la Kakao Entertainment ha confermato il casting di entrambi gli attori, mentre le rispettive agenzie di Seol In-ah e Kim Min-kyu hanno annunciato che entrambi avrebbero recitato nello show. Nei mesi successivi, Kim Kwang-kyu, Jung Young-joo e Yoon Sang-jeong sono stati scritturati in ruoli di supporto, mentre la sceneggiatrice Han Seol-hee ha raccomandato direttamente Kim Hyun-sook, con cui aveva precedentemente lavorato in Makdoemeog-eun Yeong-ae-ssi. Il 18 gennaio 2022 sono state diffuse le foto della lettura del copione. Tra le location delle riprese del drama figurano lo Yongin Daejanggeum Park, la Heyri Art Valley e il 1004 Yacht nella contea di Sinan.

### Uscita
L'uscita della serie, originariamente prevista per il 21 febbraio 2022, è stata ritardata di una settimana al 28 febbraio 2022 a causa del COVID. Business Proposal è andato in onda su SBS TV per 12 episodi ogni lunedì e martedì alle 22:00 (KST) fino al 5 aprile 2022. La serie è stata anche distribuita su Netflix in alcune regioni selezionate il 21 febbraio 2022.
Il 19 marzo 2022 è stato trasmesso un episodio speciale composto da scene popolari dei primi sei episodi, con il commento del cast principale.

## Accoglienza
Nonostante gli iniziali dubbi sull'adattare un webtoon per il piccolo schermo, Business Proposal ha ricevuto commenti positivi per il modo in cui ha abbracciato i cliché del genere commedia romantica trasformandoli in una "commedia farsesca". Quincy LeGardye di Vulture ha individuato un minimo di dieci tropi tipici del genere romantico usati per almeno una delle due coppie della serie, e ha commentato che il drama prenda "decisioni intelligenti" su quali sovvertire e quali conservare. La familiarità della storia derivante dall'uso di cliché comuni e i personaggi "unici e adorabili" sono stati indicati come punti di forza di Business Proposal.
Il drama è stato lodato per il modo in cui ha rappresentato il problema delle molka, le telecamere nascoste, in Corea del Sud. In una puntata, Jin Young-seo viene ripresa illegalmente quando il suo vicino di casa inserisce una telecamera spia in una lampada che le regala in segno di benvenuto. Mentre la vittima nelle fiction reagisce spesso in modo "passivo" e lascia che siano gli altri a occuparsi della situazione al posto suo, Young-seo denuncia il crimine alla polizia portando con sé delle prove. Il dialogo tra lei e il poliziotto esprime inoltre insoddisfazione sulle sanzioni vigenti in Corea del Sud per questo tipo di crimine. In più, molte serie televisive di solito mostrano le registrazioni illegali, presentando scene in cui il personaggio femminile sviene ed espone involontariamente parti del proprio corpo, mentre in Business Proposal non accade. A causa dell'incidente, Young-seo sperimenta un trauma che non le permette di usare i bagni pubblici nel timore di essere ripresa, mostrando la difficoltà della vittima di superare il dolore. Tuttavia, alcune parti della vicenda sono state considerate "deludenti", come il fatto che sia servita per lanciare la storia d'amore tra Young-seo e Cha Sung-hoon. La donna, inoltre, ha comunque dovuto fare affidamento su un uomo affinché tutto si risolvesse: Kang Tae-moo, infatti, usa la propria influenza per raccogliere ulteriori testimonianze, comprare la società in cui lavora il colpevole e licenziarlo.